# Saki Hattori
Saki Hattori (født 22. december 1996) er en japansk kvindelig håndboldspiller for Sony Semiconductor og det japanske landshold.
Hun repræsenterede Japan ved verdensmesterskabet i håndbold for kvinder i 2021 i Spanien.